# Етна (Калифорнија)
Етна (енгл. Etna) град је у америчкој савезној држави Калифорнија. По попису становништва из 2010. у њему је живело 737 становника.

## Демографија
Према попису становништва из 2010. у граду је живело 737 становника, што је 44 (5,6%) становника мање него 2000. године.
| Група             | 2000.       | 2010.       |
| Белци             | 679 (86,9%) | 614 (83,3%) |
| Афроамериканци    | 1 (0,1%)    | 0 (0,0%)    |
| Азијати           | 5 (0,6%)    | 1 (0,1%)    |
| Хиспаноамериканци | 27 (3,5%)   | 26 (3,5%)   |
| Укупно            | 781         | 737         |